# Caso Bancoop

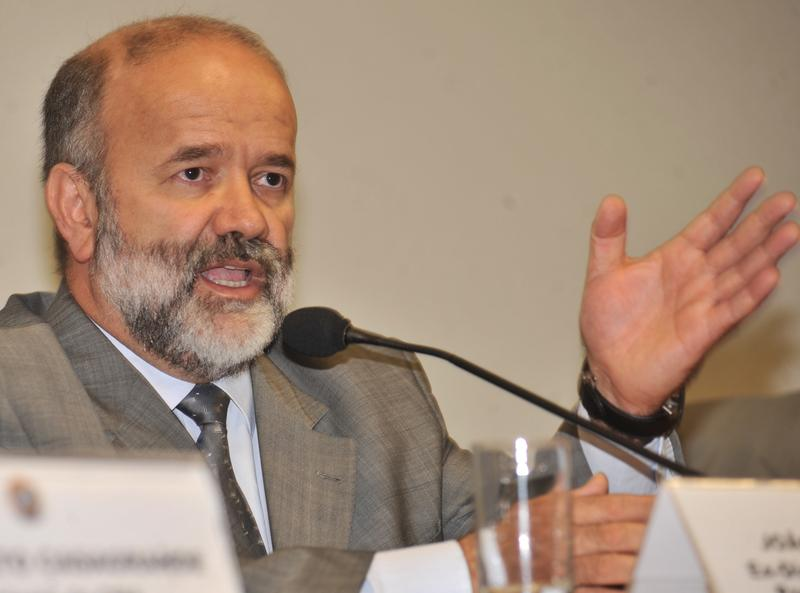
Ex-tesoureiro do Partido dos Trabalhadores, João Vaccari Neto, um dos principais envolvidos no escândalo; posteriormente absolvido.

O caso Bancoop é o nome usado pela imprensa brasileira ao escândalo da Bancoop, Cooperativa Habitacional dos Bancários de São Paulo, usada beneficiar o caixa dois do Partido dos Trabalhadores (PT) nos anos de 2002 e 2004. Em 19 de outubro de 2010, o promotor pediu a justiça denúncia contra João Vaccari Neto e outras cinco pessoas envolvidas no caso Bancoop. No dia 28 de outubro de 2010 a juíza Patrícia Inigo Funes e Silva, da 5ª Vara Criminal de São Paulo aceitou a denúncia contra os envolvidos no caso de desvio de dinheiro da cooperativa.

## Histórico
Fundada em 1996 pelo ex-ministro das Comunicações e ex-presidente do Partido dos Trabalhadores Ricardo Berzoini, a Bancoop vem sendo investigada pelo Ministério Público desde 2007, por acusações de lavagem de dinheiro, superfaturamento e desvio de recursos. Um dos indícios da malversação é a situação financeira da empresa.
Outrora uma das mais importantes construtoras de imóveis do estado de São Paulo, com mais de 15 mil cooperados, e mesmo tendo recebido vultosos aportes financeiros, somando mais de R$ 40 milhões a partir de 2003, por parte de fundos de pensões controlados por pessoas ligadas ao PT, transformou-se numa empresa com um déficit estimado em mais de R$ 100 milhões.

## O Caso

### Caixa-dois para o PT
A edição 2155 da revista VEJA, datada de 10 de março de 2010, revela que o Ministério Público do Estado de São Paulo por autorização da justiça, teria tido acesso a mais de 8.000 páginas de registros de transações bancárias realizadas pela Bancoop entre 2001 e 2008.
Segundo a publicação, em 2002 empreiteiros que prestavam serviços a Bancoop teriam que emitir notas frias em favor da Bancoop, por sua vez os diretores das empreiteiras descontavam os cheques, recebidos como pagamento pelos serviços inexistentes, e repassavam os valores ao técnico em edificações Hélio Malheiro, este depositava o dinheiro em uma agência de um grande banco, o na época presidente da entidade Luiz Malheiro mandava sacar o dinheiro, Luiz então entregava o dinheiro ao na época sindicalista João Vaccari Neto. O dinheiro desviado seria usado para fomentar o caixa dois da campanha de Lula em 2002.
Em seu depoimento feito junto ao Ministério Público, o engenheiro responsável pelas obras da Bancoop, Ricardo Luiz do Carmo, afirma que foi até a sede cooperativa onde lá recebeu instruções para recolher dinheiro com as empreiteiras que prestavam serviços para a Bancoop para a campanha eleitoral do PT em 2002.
Em um dos casos analisados, uma empresa de nome Mirante/Mizu Artefatos, teria atendido a um único cliente, a Bancoop, à qual fornecia blocos de concreto. Apenas nos três primeiros meses de funcionamento a empresa recebeu à quantia de R$ 900.000 mil reais. Entre os dirigentes da Mirante/Mizu incluem-se quatro dirigente da Bancoop, incluindo o então presidente da cooperativa Luiz Malheiros Luiz autorizava os depósitos na conta da empresa, que tinha conta na mesma agência que a cooperativa. O Ministério Público suspeita que  é de que a cooperativa usava uma rede de empresas contratadas para abastecer o caixa dois do PT na eleição de 2002 e para enriquecimento dos dirigentes da cooperativa. A Mirante/Mizu seria uma dessas empresas. Apenas nos cinco primeiros meses de vida, a Mizu movimentou mais de 1 milhão de reais recebidos da Bancoop. Entre as movimentações suspeitas estão os 43.2000 reais de doações ao PT, 162.000 reais em compra de apartamentos da própria Bancoop, 153.000 em divisão de lucros e 27.000 injetados em uma ONG do próprio Malheiros. No seu depoimento Ricardo Luiz Carmo afirma ter visto uma nota fiscal no valor de R$500 mil reais para a Mizu título de consultoria de construção civil, fato que estranhou porque os empreiteiros quando recebiam, recebiam muito menos.
Em outro caso, o empresário Andi Roberto Gurczynska, que trabalhou como segurança para os diretores do Bancoop, afirmou em depoimento a CPI do Bancoop que emitia notas para entidade, em troca recebia valores 10 vezes superiores em sua conta. A diferença era pega e entregue ao então presidente da cooperativa Luís Malheiro, e a outros diretores. Segundo o próprio, "Era voz corrente que (o dinheiro) ia para o PT.".
Em 2004, Luiz Malheiro procurou Ricardo Berzoini, na época ministro do trabalho, para falar que a cooperativa estava necessitando de recursos financeiros. Em dezembro do mesmo ano, através da corretora Planner, captou 36,9 milhões de reais de fundo de pensão estatais.

### Superfaturamento e favorecimento dos diretores
Segundo a publicação, em uma pequena amostragem de extratos bancários da cooperativa foi constatado que foram feitos saques em dinheiro no valor de 31 milhões de reais através de cheques emitidos pela própria Bancoop, que tinham como destinatário ela mesma, ou o seu banco. O uso de cheques nesse tipo de transação é comumente usado para esconder o destino do dinheiro. Em outros cheques encontrados que somavam o valor de 10 milhões de reais feitos entre os anos de 2003 e 2005 tiveram como destino quatro dirigentes da cooperativa, o ex-presidente Luiz Eduardo Malheiro e os ex-diretores Alessandro Robson Bernardino, Marcelo Rinaldo e Tomas Edson Botelho Frag, os três primeiros mortos em um acidente de carro. Os quatro eram donos da Germany Empreiteira, que tinha como único cliente conhecido a cooperativa.
Na publicação o engenheiro Ricardo Luiz do Carmo, que era o responsável por todas as construções da Bancoop, afirma que as notas usadas pela Germany com destino a Bancoop eram superfaturadas em 20%.
Outra pessoa que recebeu cheques do Bancoop, foi Freud Godoy – ex-segurança das campanhas do presidente Lula, recebeu através de onze cheques a quantia de 1,5 milhão de reais, datados do período 2005-2006. Os cheques eram destinados a empresa Caso Sistemas de Segurança, mas no endereço em que a empresa deveria existir vizinhos dizem que, além da placa com o nome da firma, nada indicava que houvesse qualquer atividade por lá.

### Lesados pela Bancoop
Segundo o advogado Valter Picazio Júnior, cerca de 8.500 famílias sofreram prejuízos devido a Bancoop, nesse total de famílias lesadas cerca de 3.000 famílias nem chegaram a receber os imóveis construídos pela entidade. Segundo o próprio, não houve esclarecimentos sobre um fundo no valor de R$ 43 milhões de reais que foi captado junto aos cooperados, nada teria sido construído com esse dinheiro.

## Consequências
No período que a Bancoop funcionou apresentou um déficit de 135 milhões de reais, e 2000 afiliados que tinham pago todo o imóvel, mas ainda não o tinham recebido.
No dia 19 de outubro, de 2010, O promotor José Carlos Blat, do Ministério Público do estado de São Paulo, apresenta denúncia à 5ª Vara Criminal, foram denunciados os ex-diretores da cooperativa João Vaccari Neto, Tomas Edson Botelho Fraga, Ana Maria Ernica, Henir de Oliveira, a advogada da Bancoop, Letícia Achur Antonio e a presidente da Germany, Helena Conceição Pereira Lage, nos crimes de estelionato consumado, tentativa de estelionato, formação de quadrilha ou bando e falsidade ideológica, com agravante em relação aos ex-diretores estes também sendo processado por lavagem dinheiro.
No dia 28 de outubro, de 2010, a juíza Patrícia Inigo Funes e Silva, da 5ª Vara Criminal de São Paulo, aceita a denúncia feita pelo promotor José Carlos Blat tornando os antes denunciados em réus. Além disso a juíza determinou a quebra de sigilo bancário e fiscal de Vaccari e de Ana Maria.
No dia 21 de fevereiro, do ano de 2011, o Tribunal de Justiça do estado de São Paulo decide pela penhora da sede da cooperativa Bancoop, a decisão foi tomada como forma de tentar pagar as dívidas da cooperativa.
Em 13 de março de 2012, por unanimidade, a 10.ª Câmara de Direito Privado do Tribunal de Justiça do Estado decretou a desconsideração da personalidade jurídica da Bancoop, o que, na prática, impõe a seus dirigentes e ex-mandatários, Ricardo Berzoini e João Vaccari Neto, a obrigação de ressarcir cooperados que reclamam judicialmente valores relativos a danos que teriam sofrido.
Em 4 de novembro de 2015 João Vaccari é levado do Complexo Médico-Penal de Pinhais, onde cumpre pena por lavagem de dinheiro na décima fase da Operação Lava Jato a prestar depoimento na 5ª Vara do Fórum Criminal da Barra Funda.
A Justiça de São Paulo absolveu sumariamente o ex-tesoureiro do PT João Vaccari Neto, o ex-presidente da OAS Leo Pinheiro e outras dez pessoas acusadas de fraudes na transferência de empreendimentos da Cooperativa Habitacional dos Bancários (Bancoop) para a construtora OAS em 2009. Segundo a juíza Maria Priscilla Ernandes Veiga Oliveira, da 4ª Vara Criminal de São Paulo, a denúncia do Ministério Público (MP) apresenta apenas “alegações vagas” de “forma superficial”.